# Boris Alterman
Pour les articles homonymes, voir Alterman.
Boris Alterman est un joueur d'échecs israélien né le 4 mai 1970 à Kharkov en Ukraine, grand maître international depuis 1992.

## Biographie et carrière
Boris Alterman remporte le championnat d'URSS junior en 1990. Il émigre en Israël en 1991. Il gagne les tournois opens de Pékin en 1995, de Rishon LeZion et Bad Homburg en 1996. Lors du championnat du monde de la Fédération internationale des échecs 1997-1998, il bat Peter Wells au premier tour, puis perd au deuxième tour face à Kiril Georgiev.
Alterman représente Israël lors de quatre olympiades de 1992 à 1998. En 1998, il joue au premier échiquier de l'équipe israélienne et marque 6 points sur 10. L'équipe israélienne finit quatrième de l'olympiade d'échecs de 1998. Lors du championnat d'Europe d'échecs des nations de 1997, Boris Alterman reçoit la médaille d'or pour la meilleure performance Elo de la compétition. Il reçoit également la médaille d'argent au premier échiquier pour le deuxième meilleur pourcentage. En 1992, il remporte la médaille de bronze au quatrième échiquier lors du championnat d'Europe.

## Publications
Alterman est l'auteur d'une série de livres sur les gambits :
- (en) The Alterman Gambit Guide: White Gambit, Quality Chess, 2010couvre des ouvertures comme le gambit danois, le gambit Cochrane, le gambit Evans et l'attaque Fegatello.
- (en) The Alterman Gambit Guide: Black Gambits 1, Quality Chess, 2011
- (en) The Alterman Gambit Guide: Black Gambits 2, Quality Chess, 2012